# Сухий Ярослав Михайлович
Яросла́в Миха́йлович Сухи́й (нар. 26 березня 1951, с. Оришківці, нині Гусятинського району Тернопільської області) — український науковець, політик, народний депутат 3-7-го скликань. Кандидат (1980), доктор (1999) історичних наук. Заслужений працівник промисловості України (2001), голова Тернопільської обласної державної адміністрації (6 квітня — 16 червня 2010).

## Біографія
Народився 26 березня 1951 в робітничій сім'ї.
Закінчив історичний факультет Львівського державного університету ім. І. Франка (1974), історик, викладач історії та суспільствознавства. Кандидат історичних наук; доцент кафедри політології Запорізького державного технічного університету.
Працював слюсарем на авторемонтному заводі. 1969—1974 — студент Львівського університету. 1974-76 — служба в армії (внутрішні війська). 1976-78 — інструктор Тернопільського РК ЛКСМУ. 1978-88 — викладач, доцент, проректор, секретар парткому Тернопільського фінансово-економічного інституту. 1988-91 — інструктор, завідувач сектору освіти та охорони здоров'я, секретар Тернопільського ОК КПУ, 1-й секретар Тернопільського МК КПУ. 1991-95 — директор пансіонату «Горизонт» ВАТ «Мотор Січ», м.Алушта АР Крим. З 05.1995 — заступник генерального директора у зв'язках з органами державної влади, громадськими організаціями та засобами масової інформації ВАТ «Мотор-Січ», м.Запоріжжя. Член президії Політради партії «Трудова Україна» (04.-07.2005). З 1996 — член Українського фонду культури. Обраний депутатом Запорізької облради (04.2006).
Автор і ведучий телепрограми «Критерій влади» (ТРК «Алекс»).
6 квітня 2010 року указом Президента України В. Януковича призначений головою Тернопільської обласної державної адміністрації.
16 червня 2010 року указом Президента України В. Януковича звільнений з посади голови Тернопільської обласної державної адміністрації.

## Парламентська діяльність
Народний депутат України 3-го скликання з червня 2000 до квітня 2002, виборчий округ № 78, Запорізька область. З'явилось 32.9 %, «за» 60.8 %, 13 суперників. На час виборів: заступник генерального директора ВАТ «Мотор-Січ» у зв'язках з органами державної влади і громадським організаціями. Член групи «Трудова Україна» (з вересня 2000). Голова підкомітету з питань заробітної плати, індексації та компенсації грошових доходів населення Комітету з питань соціальної політики та праці (з жовтня 2000).
Народний депутат України 4-го скликання з квітня 2002 до квітня 2006, виборчій округ № 79, Запорізька область, самовисування. «За» 65.39 %, 6 суперників. На час виборів: народний депутат України, безпартійний. Член фракції СДПУ(О) (травень 2002 — квітень 2004), член фракції політичної партії «Трудова Україна» (квітень — грудень 2004), член фракції «Трудова Україна» та НДП (грудень 2004 — січень 2005), член групи «Демократична Україна» (січень — липень 2005, уповноважений представник з лютого 2005), член фракції «Регіони України» (липень — вересень 2005), член фракції Партії «Регіони України» (з вересня 2005). Секретар Комітету з питань соціальної політики та праці (червень 2002—2005), перший заступник голови Комітету з питань соціальної політики та праці (з 2005).
Народний депутат України 5-го скликання з квітня 2006 до листопада 2007 від Партії регіонів, № 69 в списку. На час виборів: народний депутат України, член ПР. Член фракції Партії регіонів (з травня 2006). Перший заступник голови Комітету з питань соціальної політики та праці (з липня 2006).
Народний депутат України 6-го скликання з листопада 2007 до грудня 2012 від Партії регіонів, № 68 в списку. На час виборів: народний депутат України, член ПР. Член фракції Партії регіонів (з листопада 2007). Заступник голови Комітету з питань соціальної політики та праці (з грудня 2007).
Народний депутат України 7-го скликання з грудня 2012, виборчій округ № 74, Запорізька область, від Партії регіонів. «За» 24,92 %, 10 суперників. На час виборів: народний депутат України, член Партії регіонів.
24 січня 2014 року написав заяву на вихід із фракції Партії регіонів у Верховній раді у відповідь на дії влади щодо протестувальників. Однак наступного дня відкликав її, заявивши, що був змушений написати заяву під відвертим фізичним тиском групи невідомих молодиків

## Сім'я
Дружина — Людмила Іванівна (1951). Дочки Оксана (1975) і Ганна (1980).

## Нагороди
- Орден «За заслуги» II ст. (26 березня 2011)[10] — за значний особистий внесок у державне будівництво, багаторічну плідну законотворчу та громадсько-політичну діяльність
- Орден «За заслуги» III ст.
- Заслужений працівник промисловості України (березень 2001)
- Почесна грамота Кабінету Міністрів України (березень 2002)[11]

## Наукові ступені
Кандидат історичних наук (1980), доцент, доктор філософії (1999).

## Перебування у розшуку
Станом на 13 червня 2018 р. перебуває у всеукраїнському розшуку за підозрою у вчиненні злочину, передбаченого СТ.364 Ч.2 СТ.366 Ч.2 Кримінального кодексу України. Зник 26 лютого 2015 р.

## Виноски
1. ↑  http://w1.c1.rada.gov.ua/pls/radac_gs09/d_index_arh?skl=3
2. ↑  http://w1.c1.rada.gov.ua/pls/radac_gs09/d_index_arh?skl=4
3. ↑  http://w1.c1.rada.gov.ua/pls/radac_gs09/d_index_arh?skl=5
4. ↑  http://w1.c1.rada.gov.ua/pls/radac_gs09/d_index_arh?skl=6
5. ↑  http://w1.c1.rada.gov.ua/pls/radac_gs09/d_index_arh?skl=7
6. ↑  Указ Президента України №518/2010. Президент України. 2010. Архів оригіналу за 10 липня 2014. Процитовано 15 лютого 2023.
7. ↑  Перший пішов: Янукович звільнив свого губернатора
8. ↑  Сухий написав заяву про вихід з фракції Партії регіонів
9. ↑  Регіонал Сухий в понеділок відкличе свою заяву про вихід з фракції
10. ↑  Указ Президента України № 341/2011 від 26 березня 2011 року «Про нагородження Я.Сухого орденом „За заслуги“»
11. ↑  Постанова Кабінету Міністрів України від 21 березня 2002 року № 360 «Про нагородження Почесною грамотою Кабінету Міністрів України».